# Timken (Kansas)
Timken è un comune degli Stati Uniti d'America, situato nello Stato del Kansas, nella contea di Rush.